# Ангела Шенелець
Ангела Шанелець (нім. Angela Schanelec; нар. 14 лютого 1962 року, Ален, Баден-Вюртемберг, Західна Німеччина) — німецька кінорежисерка, сценаристка, кінопродюсерка і актриса.

## Життєпис
У 1982—1984 роках Ангела Шенелець вивчала акторську майстерність в Академії музики і виконавських мистецтв у Франкфурті-на-Майні. Після закінчення навчання дебютувала як кіноактриса, виконавши одну з головних ролей в історичній драмі Крістіана Ціверса «Смерть Білого Жеребця» (нім.)  (1985). У наступні роки А. Шенелець зосередилася на театральній діяльності: аж до 1991 року актриса виступала в театрах кількох німецьких міст — Гамбурга, Кельна, Берліна і Бохума.
У 1990—1995 роках А. Шанелець навчалася в Берлінській академії німецького кіно і телебачення (нім. Deutsche Film- und Fernsehakademie Berlin). В 1995 році закінчила свій повнометражний режисерський дебют «Щастя моєї сестри» (нім. Das Glück meiner Schwester), в якому також виконала одну з головних ролей. Картина була відзначена нагородою Німецької асоціації кінокритиків в категорії «Кращий фільм».
Наступний фільм А. Шанелець «Зупинки в містах» (нім. Plätze in Städten, 1998) демонструвався в рамках програми «Особливий погляд» Каннського кінофестивалю 1998. Картина «Марсель» (нім. Marseille, 2004) також було відібрано для показу у тій же програмі Каннського кінофестивалю 2004. За цей фільм режисер була удостоєна нагороди Німецької асоціації кінокритиків в категорії «Кращий сценарій».
У 2007 році в рамках програми «Форум» 57-го Берлінського кінофестивалю відбулася прем'єра картини А. Шанелець «Після полудня» (нім. Nachmittag), знятої за мотивами п'єси Антона Чехова «Чайка».
У 2019 році фільм Ангели Шенелець «Я була вдома, але...» став лауреатом 69-го Берлінського кінофестивалю, отримавши «Срібного ведмедя» за кращу режисуру.
А. Шенелець є представником так званої «Берлінської школи» німецького кінематографа (поряд з Томасом Арсланом, Крістофом Хоххойслером, Беньяміном Гайзенбергом і Марен Аде).

## Вибрана фільмографія
| Рік  |    | Українська назва                        | Оригінальна назва          | Роль                                        |
| ---- | -- | --------------------------------------- | -------------------------- | ------------------------------------------- |
| 1985 | ф  | Смерть Білого Жеребця                   | Der Tod des weißen Pferdes | актриса                                     |
| 1995 | ф  | Щастя моєї сестри                       | Das Glück meiner Schwester | режисерка, сценаристка, монтажерка, актриса |
| 1998 | ф  | Зупинки в містах                        | Plätze in Städten          | режисерка, сценаристка, монтажерка          |
| 2001 | ф  | Проходить літо                          | Mein langsames Leben       | режисерка, сценаристка, монтажерка, актриса |
| 2004 | ф  | Марсель                                 | Marseille                  | режисерка, сценаристка                      |
| 2007 | ф  | Після полудня                           | Nachmittag                 | режисерка, сценаристка, продюсерка, актриса |
| 2009 | кф | Німеччина 09 (епізод «День перший»)     | Deutschland 09             | режисерка                                   |
| 2010 | ф  | Аеропорт Орлі                           | Orly                       | режисер, сценаристка, продюсерка            |
| 2014 | кф | Мости Сараєво (епізод «Принцип, текст») | Les Ponts de Sarajevo      | режисерка, сценаристка                      |
| 2016 | ф  | Казковий шлях                           | Der traumhafte Weg         | режисерка, сценаристка, монтажерка          |
| 2019 | ф  | Я була вдома, але ...                   | Ich war zuhause, aber      | режисерка, сценаристка                      |

## Нагороди та номінації
| Рік  | Нагорода / Фестиваль                      | Номінація              | Фільм              | Результат |
| ---- | ----------------------------------------- | ---------------------- | ------------------ | --------- |
| 1996 | Нагорода Німецької асоціації кінокритиків | Найкращий фільм        | Щастя моєї сестри  | Перемога  |
| 1999 | Кінофестиваль імені Макса Офюльса         | Нагорода Макса Офюльса | Зупинки в містах   | Номінація |
| 2005 | Нагорода Німецької асоціації кінокритиків | Найкращий сценарій     | Марсель            | Перемога  |
| 2018 | Нагорода Німецької асоціації кінокритиків | Найкращий монтаж       | Казковий шлях      | Перемога  |
| 2018 | Нагорода Німецької асоціації кінокритиків | Найкращий фільм        | Казковий шлях      | Номінація |
| 2019 | Берлінський кінофестиваль                 | Найкращий режисер      | Я була вдома, але… | Перемога  |